# Wilhelm Gottlieb Becker
Wilhelm Gottlieb Becker (Oberkallenberg, 4 novembre 1753 – Dresda, 3 giugno 1813) è stato uno storico dell'arte, numismatico e scrittore tedesco.

## Biografia
Studiò a Lipsia e divenne professore alla Ritterakademie a Dresda nel 1782. Nel 1795 fu nominato direttore della Dresdner Antikengalerie e del Münzkabinett, e nel 1805 gli fu anche affidata la soprintendenza del famoso Grünes Gewölbe.
Durante un suo viaggio in Italia per ragioni di studio  fu incaricato dall'Elettore di Sassonia di sondare l'eventuale convenienza di un matrimonio fra la prima figlia del Granduca di Toscana e il figlio dell'Elettore. 
Membro della Massoneria, fu incaricato da Ignaz von Born, maestro venerabile della loggia di Vienna "Zur wahren Eintracht", di affiancare Friederich Münter durante il suo viaggio in Italia.

## Pubblicazioni
Il suo lavoro più importante fu Taschenbuch zum geselligen Vergnügen (Manuale per il piacere sociale; Lipsia 1791-1814). Fu anche l'autore di altri lavori, nonché una notevole quantità di manuali popolari di arte. 
- Erholungen - Recreazioni; (Lipsia 1796-1810)
- Augusteum, Dresdens antike Denkmäler enthaltend - Augusteum, dove stanno gli antichi monumenti di Dresda; (1805–1809), con 162 tavole incise,
- Zweihundert seltene Münzen des Mittelalters - 200 monete rare dal Medioevo; (1813)

Curò l'edizione dell'Encomium Moriae di Erasmo da Rotterdam (in tedesco Lob der Narrheit; Basilea, 1780), e pubblicò le opere di Holbein (Berlino, 1781).

## Famiglia
Il figlio, Wilhelm Adolf Becker, è stato un noto studioso di antichità classiche.